# Раффадалі
Раффадалі (італ. Raffadali, сиц. Raffadali) — муніципалітет в Італії, у регіоні Сицилія,  провінція Агрідженто.
Раффадалі розташоване на відстані близько 510 км на південь від Рима, 85 км на південь від Палермо, 11 км на північний захід від Агрідженто.
Населення — 12 896 осіб (2014).
Щорічний фестиваль відбувається 8 липня. Покровитель — Santa Maria.

## Демографія
Населення за роками:

Станом на 1 січня 2023 року в муніципалітеті офіційно проживало 506 іноземців з 34 країн, серед них 291 громадянин країн Євросоюзу та 3 громадяни України.

## Сусідні муніципалітети
- Агрідженто
- Йопполо-Джанкаксіо
- Сант'Анджело-Муксаро
- Санта-Елізабетта